# Hagymaház
A Hagymaház Makó város színháztermet is magába foglaló kulturális központja, a belvárosban, a Posta utcán található. Eredetileg modernista stílusban épült 1936-ban, és a hagymatermelők székházaként, értékesítési központjaként működött; 1949 óta bír kizárólagosan kulturális funkcióval. 1998-ban a régi Hagymaház helyén egy újat építettek fel; a Makovecz Imre tervezte, organikus, négytornyú épület nemzetközileg is jegyzett, a város és a szűkebb régió legismertebb látványossága.

## Története
A mostani Hagymaház helyén elődje állt, amelyet 1936-ban építettek modernista stílusban; nevét onnan kapta, hogy a városi hagymaegyesület tagjai emeltették, benne árucsarnok és egyesületi helyiségek kaptak helyet.
A Makó és Vidéke Hagyma és Zöldségtermelőinek Egyesülete egy olyan épületet akart létrehozni, amely egyszerre funkcionálhat majd egyesületi székházként, valamint termeltetési és értékesítési központként. A város képviselő-testülete 1930-ban megszavazta egy D'Orsay utcai (ma Posta utca) telek adományozását, jóllehet az egyesület a gazdasági válság miatt nem tudta teljesíteni a felépítésre feltételül szabott határidőt. A termelők a Hagymaház ügyében a földművelésügyi miniszterhez fordultak, de a kért segélyt nem kapták meg. Később telek is veszélybe került, mert azon egy állami támogatás segítségével a város egy iparostanonc iskola – a mai Návay Lajos Kereskedelmi és Közgazdasági Szakközépiskola – építésébe kezdett bele. A termelők végül annyit elértek, hogy az iskola szomszédságában újra kijelöltek számukra egy telket.
Az 1933-34-ben lebonyolított franciaországi export hasznából az egyesület tagjai 40 ezer pengőt a földművelésügyi miniszter rendelkezésére bocsátottak, hogy belőle a makói termelők érdekeit szolgáló cél valósuljon meg. Az összeget később kérték egy hagymaárucsarnok és más helyiségek építésére kiutalni; Fáy István Csanád vármegyei főispán és Görgei István országgyűlési képviselőjelölt véleményét, akik támogatandónak tartották az ötletet. 1935-ben Fáy úgy határozott, hogy a rendelkezésre álló pénzből, valamint 25-30 ezer pengő államsegélyből, állami beruházásként épüljön meg a hagymaáru-csarnok; a munkálatokat az Államépítészeti Hivatal felügyelné, és a felépülő Hagymaház a minisztérium tulajdona lenne. Az elképzeléshez a város is hozzájárult, megnagyobbította a telket, és ingyenes homokkitermelést biztosított az építkezéshez.
1935 júniusában a képviselő-testület visszavonta korábbi támogatását, és úgy foglalt állást, hogy a majdani épületnek a város tulajdonába kell kerülnie. Az ajánlati fölhívást végül az Államépítészeti Hivatal bocsátotta ki; egy budapesti vállalkozó kezdhette meg Csapó Heim József építész tervei alapján a Hagymaház építését.
A munkálatok 1935. október 13-án kezdődtek meg, és 1936 júniusában fejeződtek be. A lapos tetejű, részben tetőterasszal ellátott épület egy kocka és egy hasáb tömegű részből állt, melyhez egy – a nagytermet kiszolgáló – alárendelt tömegű, kapuzati szakasz csatlakozott. A Hagymaházhoz eredetileg egy, a Posta utcára remek rálátást biztosító emeleti terasz is tartozott, ezt azonban később beépítették és helyén egy nagyobb szobát alakítottak ki. Tulajdonosa a város lett, a hagymaárucsarnok kivételével az egyesület örök használati jogot kapott az összes helyiségre. A felavatási ünnepség október 1-jén zajlott, Erdei Ferenc, Darányi Kálmán, Fáy főispán és Nikelszky Jenő polgármester részvételével. A Hagymaház hamarosan jelentős gazdasági-kulturális központtá fejlődött. Az épület nagytermében az eredeti tervek szerint állandó kiállítást rendeztek volna be, ami a makói hagyma termesztését lett volna hivatott bemutatni, de ez végül nem valósult meg. 1945-re, a háború miatt az árucsarnok már kizárólag kulturális és politikai rendezvényeknek adott otthont; a város a Földmunkás Szakcsoportnak adta át az épületet, mivel a hagymások vezetőségének tagjai ekkora már elmenekültek.

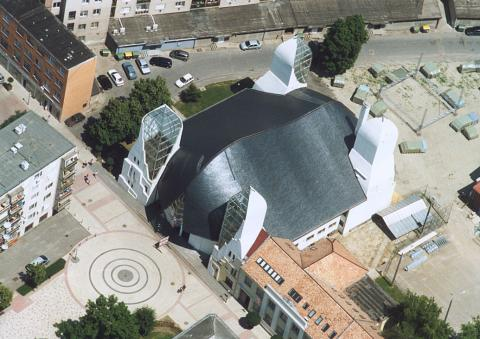
A Hagymaház légifelvételen

1947-ben az újraszerveződött hagymaegyesület és a FÉKOSZ hagymaszakosztálya kérte az épület visszautálását. 1949 októberében színház és kultúrház céljára vissza is kapták, és az átalakítások után a Szegedi Állami Színház vendégjátékával nyitották meg a kizárólag kulturális funkcióval felruházott Hagymaházat. A József Attila nevét felvevő városi és járási intézményt hivatalosan „színház és kultúrterem céljaira” használták. A lehetőségek szerint megpróbált változatos és színvonalas programokat kínálni a művelődni vágyóknak; munkáját nehezítette az anyagiak hiánya, az elégtelen tárgyi feltételek és az intézmény korlátozott hatósugara is.
Az 1980-as–90-es évekre nyilvánvalóvá vált az épület elmaradottsága és korszerűtlensége. Burkolata, állaga, talapzata leromlott; statikailag olyannyira elavult, hogy a főbb tartófalak a megengedettnél jóval nagyobb alakváltozásokat szenvedtek el. Eredetileg nem művelődési ház céljára épült – 1936-ban még állt a Hollósy Kornélia faszínház –, ezért hiányoztak az alapvető kiszolgáló és szociális helyiségek is. A tanácsrendszer idején minden évben napirendre tűzték az épület felújítását, bővítését, a fűtés korszerűsítését; felmerült az is, hogy a József Attila Városi Könyvtár helyén hozzanak létre kultúrcentrumot. Anyagi források azonban egyik terv megvalósításához sem álltak rendelkezésre.
1996-ban az akkori magyar kormány kiírt egy pályázatot a térségi feladatokat ellátó, balesetveszélyessé vált kulturális intézmények felújítására, amin Makó sikerrel szerepelt. Az új Hagymaház tervét Makovecz Imre készítette el, ekkor kezdődött a neves építész és a város máig tartó szoros együttműködése. Az építkezésen fővállalkozóként a Ferroép Zrt. dolgozott, a cég végezte a gépészeti és az elektromos kivitelezést; emellett több makói alvállalkozót is foglalkoztatott. A megkötött szerződés szerint az épületnek 1998. augusztus 20-ára kellett elkészülnie. A tervezett költségvetés – a belsőépítészet és a színpadtechnikai berendezések beszerelése nélkül – 293 millió forint volt, amiből 210 milliót állt az állam. Az új színpad több mint 200 négyzetméteres lett, a Hagymaház hasznos alapterülete 3700 négyzetméterré bővült.
Többen amellett érveltek, hogy az új épületet nem a Posta utcán kellene felépíteni, hanem a régi faszínház helyén (Csanád vezér tér), vagy más frekventáltabb közterületen. Ez már csak azért sem lett volna megoldható, mert a címzett anyagi támogatás helyhez kötött volt, kifejezetten a korábbi épület felújítására szólt. Makovecz Imre szerint az új épület régi helyen való felépülése az eredeti építtetők szándékának sokkal szebb megvalósulása, Buzás Péter polgármester szerint pedig ezzel Erdei Ferenc és a régi Hagymaház építését kigondoló hagymások előtt tiszteleg a város. A korábbi épület elbontása 1997 szeptemberében fejeződött be, és októberben a pincetömb kiemelésével megkezdődött az új épület kivitelezése. A hódmezővásárhelyi Építészmester Rt. alvállalkozóként végezte az alapozást: a talajvíz elleni szigetelés és a szigetelést védő fal novemberben készült el. A cég a munka során különleges szigetelő anyagot és makói téglát használt.
1998 júniusában világossá vált, hogy az eredeti határidőt a kivitelezők nem tudják tartani. A késés egyik oka a MAKONA tervezőiroda számítógépének meghibásodása volt, aminek köszönhetően több tartószerkezet is rosszul készült el, és ezeket újra kellett gyártani. Az épületet végül október 2-án adták át Buzás Péter polgármester, Makovecz Imre tervező és Nemesi Pál, a Ferroép igazgatójának jelenlétében. Az avatóünnepségen felléptek a makói tánccsoportok, fúvószenekarok, színjátszókörök, a városból elszármazott művészek, és a Liszt Ferenc Zeneművészeti Főiskola zenekara is. Az építkezés folyamatosan emelkedő költségei 370 millió forintnál álltak meg, amiből 110 milliót biztosított önerőként a város.
2006 óta a szabadtéri színpad előtti térre alkalmi, mobilizálható nézőtér húzható fel, amely méreteit tekintve Csongrád-Csanád vármegye második legnagyobb ilyen jellegű nézőtere, 3000 fő befogadására képes.
Az épületet kilenc év után, 2007 novemberében felújították, új hidegburkoló lapokat raktak a régebbiek helyére, és renoválták a falakat is.
2007 decemberében a legnagyobb megyei lap olvasóinak szavazatai alapján egyike lett Csongrád megye hét csodájának.

## Külseje
A négytornyú épület megidézi a református ótemplom fehér falát, tornyát, egykori kerítésének négy bástyáját; egyben a makói polgár büszkeségének is jelképe. Az épület alsó része olyannak tűnik, mintha földből nőne, tartószerkezetei a növények száraihoz hasonlóan emelkedik. A tornyok belsejében növekményszerűen található egy belső, kisebb torony, majd pedig egy még nagyobb. Tetőzete hatalmas hagymaként zárja a héjazatot. A fehérre meszelt falfelület az alföldi tanyavilág házaira emlékeztet, finom érzékkel egyesül a Návay Lajos Kereskedelmi és Közgazdasági Szakközépiskola sárga színű homlokzatfelületével. A homlokzaton helyezték el Erdei Ferenc domborművét, Szathmáry Gyöngyi alkotását.

## Belső terei

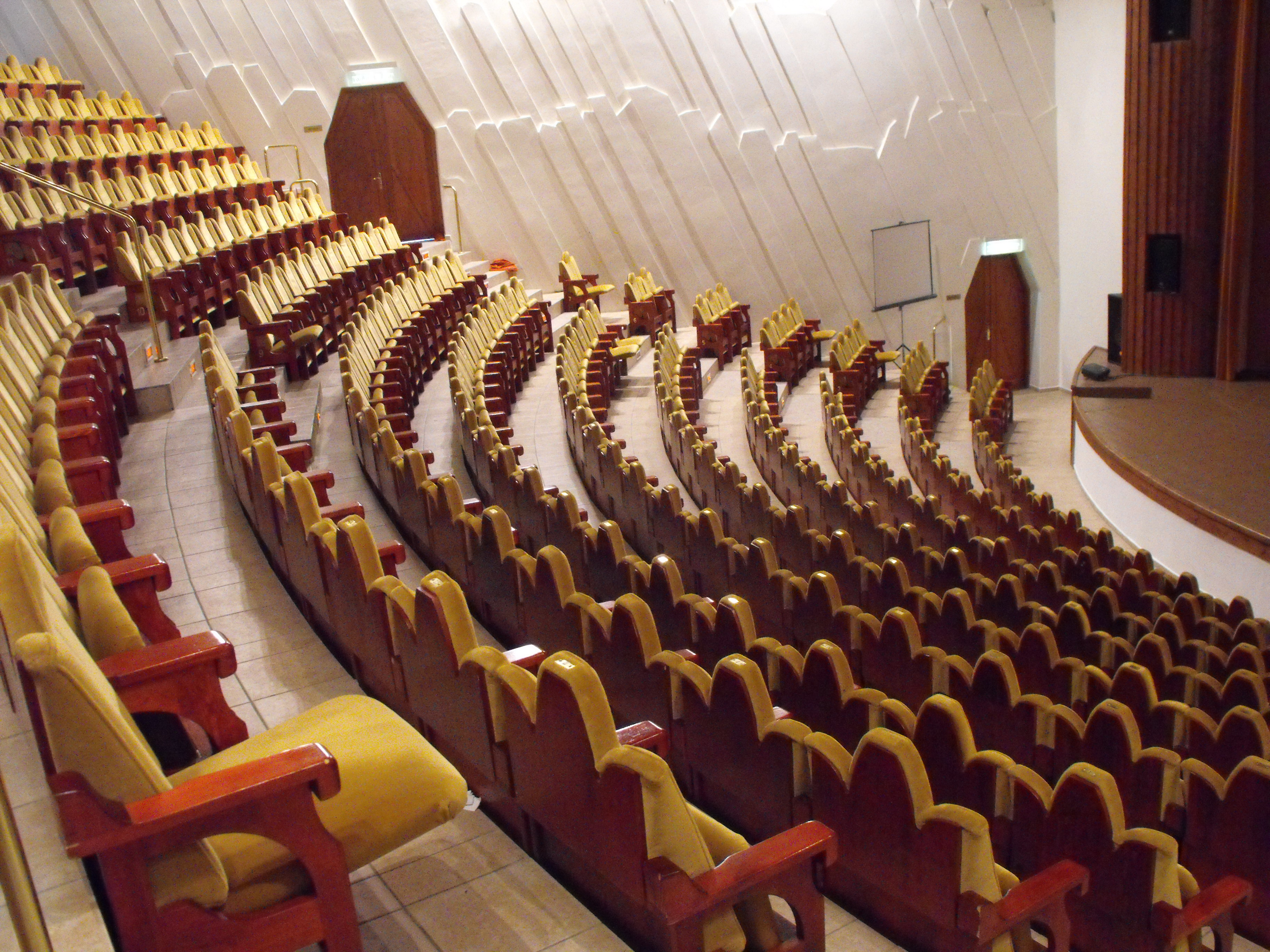
A színházterem nézőtere

A magyar ősvallás kultikus hagyományát fölidéző színházteremben 390 ülőhely található, de ez a szám pótszékekkel jelentősen bővíthető; a terem boltozata elágazó fabordákra nehezedik. A színpad monitorizált vezérléssel, irányított világítással és tökéletes hangberendezéssel van felszerelve; hátrafele nyitható, így a szabadtéri nézőtérről is láthatóak az előadások. A nézőtér fölé boruló mennyezet az égboltot jelképezi.
Az épületben kávéház, több iroda és klubhelyiség, valamint egy emeleti pódiumterem található. Ez utóbbiban tekinthető meg Kocsis Imre Lakodalom című monumentális méretű festménye.
Aulájában áll Páger Antal portrészobra; a falon emléktáblán örökítették meg Erdei Ferenc nevét. Itt helyezték el a millenniumi zászlót is.
Makovecz Imre feltett szándéka volt, hogy az organikus építészet jegyében mindent, még a palát is természetes anyagból alkosson meg.
A színháztermet levegővel fűtik; a nagy belmagasságú tereket pedig padlófűtéssel látták el.

## Rendezvények
A szabadtéri színpadon rendezik meg a Makói Muzsikát és az Operettfesztivált. 2007 óta a Makói Általános Iskola itt tartja az évnyitóját és évzáróját. A színházteremben évente két alkalommal mutat be telt házas, kétnapos előadásokat a Maros Táncegyüttes; 2002 óta itt adják át a Páger-gyűrűt, 2005 óta szintén ezen a helyszínen rendezik meg a Makói Pedagógiai Konferenciát. A színpadon gyakran láthatják a nézők a város zenekarait, a Gitárfesztivál művészeit, és a Hollósy Kornélia-bérlet keretében bemutatott színműveket. A Hagymaház aulájában kerül sor a Hagymabál karneváli forgatagára, de a helyiség gyakran ad otthont tárlatoknak is.